# Cleistanthus
Cleistanthus é um género botânico pertencente à família Phyllanthaceae.
1. ↑  «Cleistanthus — World Flora Online». www.worldfloraonline.org. Consultado em 19 de agosto de 2020